# Mateu d'Alsàcia
Mateu d'Alsàcia (vers 1137 - † 1173) fou comte uxori de Boulogne 1159 - 1173. Era el segon fill de Thierry d'Alsàcia i de Sibil·la d'Anjou.

## Biografia
El 1159 va segrestar a l'hereva del comtat de Boulogne, Maria, abadessa de Romsey a Anglaterra, is'hi va casar per la força, esdevenint així comte de Boulogne. D'aquesta relació conjugal moguda van néixer dues filles, Ida (dita de Lorena o d'Alsàcia o de Boulogne) i Mafalda o Matilde. El papa Alexandre III no va consentir impassible aquesta situació, no tant pel segrest, ja que els casos de segrest d'una hereva eren freqüents a l'època, sinó especialment per què Mateu i els bulonesos reclamaven la creació d'una seu episcopal a Boulogne. El rebuig del papa seguit de la reacció altiva de la parella comtal van comportar la seva excomunió el 1162, que no va tenir cap efecte pràctic; però més tard l'excomunió es va estendre als canonges que els donaven suport i finalment es va llençar l'interdicte canònic per a la ciutat; això encara no fou suficient però la intervenció del pare, Thierry d'Alsàcia, i del seu germà Felip d'Alsàcia, que el van haver d'excloure de la successió al comtat de Flandre, va fer evolucionar la situació; fou finalment la intervenció de l'emperador Frederic en el transcurs d'un banquet, el que va posar terme a l'escàndol. L'emperador va retreure a Mateu la desesperació del seu pare que, en la seva opinió, havia causat la seva mort, i l'acumulació dels escàndols espirituals que marcaven la seva vida. Mateu va cedir (1170) i va consentir en separar-se de la dona i acceptar l'annul·lació del matrimoni, i Maria va reprendre el vel a Montreuil.
El fill d'Enric II d'Anglaterra, Enric el Jove, aleshores en rebel·lió contra el seu pare, li va donar terres a Anglaterra i a Normandie.
Després de la separació de Maria, Mateu tanmateix va conservar el comtat. Va aprofitar el seu celibat oportunament sobrevingut per casar-se amb Elionor de Vermandois, germana de la comtessa de Flandes. Felip d'Alsàcia, el seu germà, sense hereu directe, esperava així conservar el comtat de Flandes i el Vermandois. Però la parella no va tenir fills. Mateu va remetre el comtat de Boulogne en tutela a Felip el 1173, i va morir poc després en una emboscada, davant Driencourt prop de Neufchâtel-en-Bray participant en les lluites entre Lluís VII de França i Enric II d'Anglaterra.
Il avait fondé Calais. Il laissait de Marie deux filles :
Havia fundat Calaves. Deixava de Maria dues filles, que tot i la irregularitat del matrimoni foren reconegudes legitimes potser com a part de l'acord de separació del 1170. Aquestes filles foren:
- Ida de Lorena, que el va succeir el 1173
- Mafalda o Matilde, casada amb à Enric I duc de Brabant del qual els descendents van captar finalment l'herència.

L'estàtua jacent de Mateu d'Alsàcia és visible al museu de Boulogne-sur-Mer.